# ゲット・ショーティ
『ゲット・ショーティ』（Get Shorty）は、エルモア・レナードの小説を原作とした、バリー・ソネンフェルド監督による1995年のアメリカ映画である。

## ストーリー
マイアミで債権回収人（debt collector）として働くチリ・パーマー（ジョン・トラボルタ）が、ハリウッドのB級映画プロデューサー、ハリー・ジム（ジーン・ハックマン）から借金を取り立てるためにロサンゼルスに向かうところから始まります。元来からの映画愛が高じ、ロサンゼルスでの出来事を通じて、チリは映画業界に根ざしていきます。

## キャスト
※括弧内は日本語吹替
- チリ・パーマー - ジョン・トラボルタ（井上和彦）
- ハリー・ジム - ジーン・ハックマン（坂口芳貞）
- カレン・フロレス - レネ・ルッソ（湯屋敦子）
- マーティン・ウィア - ダニー・デヴィート（勝田久）
- レイ・“ボーンズ”・バルボーニ - デニス・ファリーナ（銀河万丈）
- ボー・キャトレット - デルロイ・リンドー（郷里大輔）
- ベアー - ジェームズ・ガンドルフィーニ（天田益男）
- ロニー・ウィンゲート - ジョン・グリース（水野龍司）
- ダンバー - ジャック・コンリー（島香裕）
- レオ・デヴォー - デヴィッド・ペイマー
- フェイ・デヴォー - リンダ・ハート（速見圭）
- ニッキー - レニー・プロップス（天野由梨）
- ドリス - ベット・ミドラー（クレジットなし）（磯辺万沙子）

## 評価
Rotten Tomatoesでは51個のレビューで支持率86%となった。

### 受賞とノミネート
| 映画祭・賞                       | 部門                                    | 候補 | 結果       |
| -------------------------------- | --------------------------------------- | --- | ---------- |
| ベルリン国際映画祭               | 金熊賞                                  | バリー・ソネンフェルド | ノミネート |
| 全米映画俳優組合賞               | キャスト賞                              | ダニー・デヴィート、デニス・ファリーナ、ジェームズ・ガンドルフィーニ、 ジーン・ハックマン、デルロイ・リンドー、デヴィッド・ペイマー、 レネ・ルッソ、ジョン・トラボルタ | ノミネート |
| ゴールデングローブ賞             | 作品賞 (ミュージカル・コメディ部門)     | | ノミネート |
| ゴールデングローブ賞             | 主演男優賞 (ミュージカル・コメディ部門) | ジョン・トラボルタ | 受賞       |
| ゴールデングローブ賞             | 脚本賞                                  | スコット・フランク | ノミネート |
| シカゴ映画批評家協会賞           | 助演男優賞                              | ジーン・ハックマン | ノミネート |
| サウスイースタン映画批評家協会賞 | 主演男優賞                              | ジョン・トラボルタ | 受賞       |